# Lom, Tábor
Lom là một làng thuộc huyện Tábor, vùng Jihočeský, Cộng hòa Séc.